# Charles Schwab Corporation
La Charles Schwab Corporation est une maison de courtage en bourse dont le siège se trouve à San Francisco 101 Montgomery Street, en Californie. La société sert quelque sept millions de clients individuels et institutionnels. Elle possède environ 300 bureaux aux États-Unis.

## Histoire
En novembre 2019, Charles Schwab annonce l'acquisition de TD Ameritrade, une entreprise spécialisée dans le courtage, pour 26 milliards de dollars. À la suite de cette opération, Toronto-Dominion Bank devrait garder une participation de 13 % dans le nouvel ensemble. Avec cette acquisition, Charles Schwab devrait avoir une part de marché de 27 % sur le courtage, juste derrière Fidelity Investments. À la suite de cette acquisition, Charles Schwab déménage son siège social au Texas à Westlake, dans l'agglomération de Dallas.